# Сан Гало (Сондрио)
Сан Гало је насеље у Италији у округу Сондрио, региону Ломбардија.
Према процени из 2011. у насељу је живело 14 становника. Насеље се налази на надморској висини од 1244 м.